# Orontiddynastin
Orontiddynastin var en armenisk adelssläkt, dynasti och härskare över Satrapiet Armenien, som var efterföljarnationen till järnålderskungariket Urartu. Orontiderna lade grunden till sitt styre över Armenien omkring tiden för de skytiska och mediska invasionerna under 500-talet före Kristus. 
Medlemmar av den orontidiska dynastin styrde Armenien i omgångar under en tidsperiod som spänner över en period från 500-talet före Kristus till åtminstone andra århundradet efter Kristus, först som underkungar eller satraper till mediska härskare eller akemenidiska dynastier och senare som kungar över Sophene och Commagene, vilka riken efterträdde det Romerska riket. Orontiderna är det första av tre kungahus som efter varandra styrde över det gamla kungariket Armenien mellan 321 före Kristus och 428 efter Kristus.

## Bakgrund

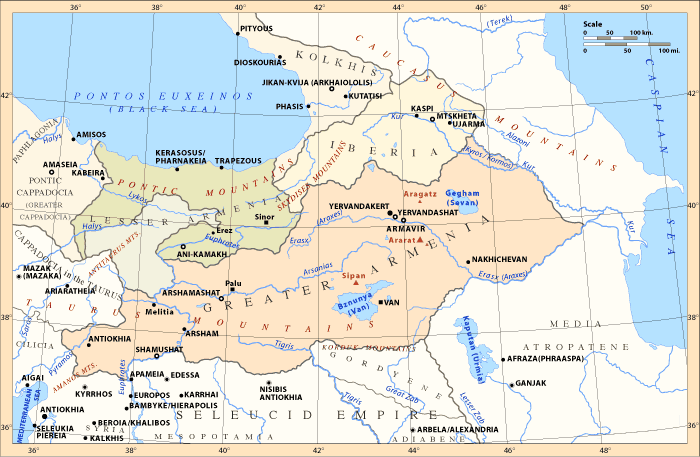
Satrapiet Armenien under Orontiddynastin

Det är inte mycket känt om ursprunget till Orontiddynastin. En del historiker anser att orontidkungarna var av armeniskt eller urartiskt ursprung. De tror också att dynastin kan ha ett persiskt ursprung genom en möjlig släktskap med akameniderna, antingen genom äktenskap eller genom arv.
Namnet Orontes är en helleniserad form av ett ursprungligen persiskt mansnamn, på armeniska Eruand (grekiska: Ὀρόντης). Olika grekiska transkriptioner i klassiska skrifter stavas Orontes, Aruandes eller Ardoates. Närvaron av denna dynasti är belagd från åtminstone 400 före Kristus och det går att påvisa att dynastin ursprungligen har styrt från Armavir och därefter från Jervandasjat. Armavir benämns den första huvudstaden under Oronditdynastin. Det finns enbart få inskriptioner på grekiska, och genomslaget av hellenistisk kultur i Armavir tycks ha varit begränsat.
Den exakta tidpunkten för grundandet av dynastin är omdiskuterad, men det råder konsensus om att den inträffade efter skyternas och medernas förstörelse av Urartu omkring 612 före Kristus.

## Orontidkungar och satraper över Armenien

Orontidarmenien 250 före Kristus

Xenophon omtalar en armenisk kung vid namn Tigran i sin Cyropaedia. Denne var en allierad till Cyrus den store, tillsammans med vilken han jagade. Tigran erlade tribut till Astyages. Hans äldre son bar också namnet Tigran. När strider bröt ut mellan Medien och Babylon hade Tigran återkallat sina förpliktelser gentemot Medien. Såsom efterträdare till Astyages begärde Cyrus den store att få samma tribut. Strabon anger samma uppgift i sin Geographica. År 521 före Kristus revolterade armenierna i samband med de oroligheter som inträffade efter Kambyses II:s död och Smerdis utropande av sig som kung. Darius I av Persien skickade armeniern Dâdarši att slå ned upproret. Senare ersatte Darius honom med persern Vaumisa, som besegrade armenierna den 20 maj 521 före Kristus. Ungefär samtidigt hävdade en annan armenier, Arakha, som var son till Haldita, att han var son till den siste kungen av Babylon, Nabonidus. Han döpte om sig till Nebukadnezzar IV, men hans uppror blev kortvarigt och kvävdes av Darius bågbärare Intaphrenes.

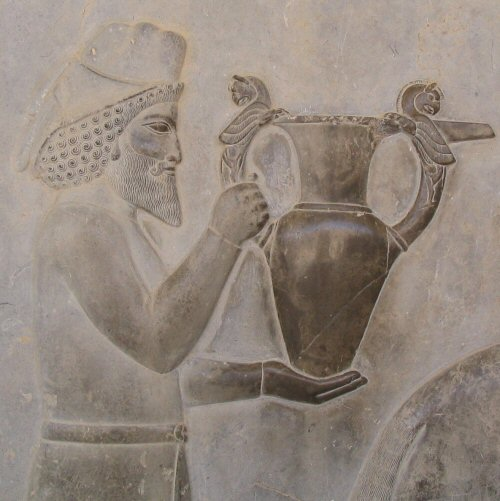
En armenisk tributbärare håller en skål av metall med ett handtag med gripar, 400-talet före Kristus.

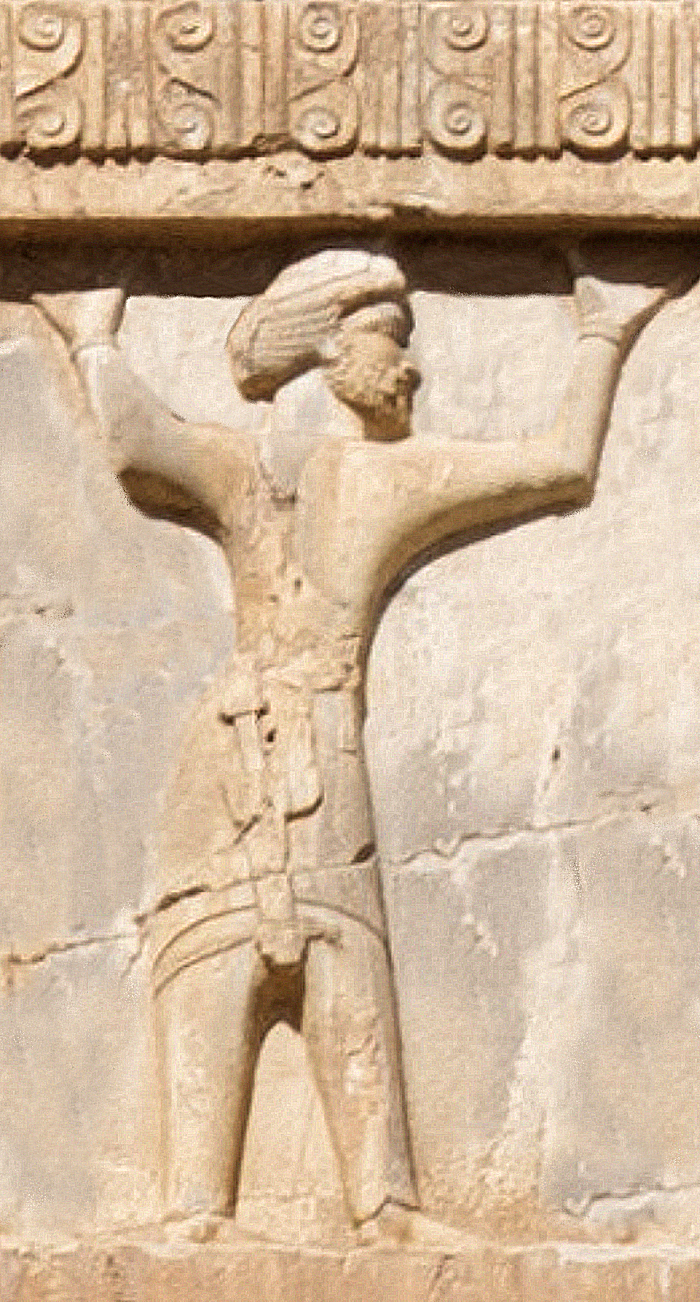
Armenisk soldat i den akamenidiska armén, omkring 470 före Kristus, relief på Xerxes I:s grav.

Efter en administrativ omorganisation av det akemenidiska riket i Persien blev Armenien uppdelat i flera satrapier. Armeniska satraper gifte sig ofta med medlemmar av den akemenidiska dynastin. Satraperna bidrog med kontingenter till  Xerxes invasion av Grekland år 480 före Kristus. 
Med början 301 före Kristus inlemmades Armenien i det Seleucidiska rikets inflytelsesfär, men det behöll en avsevärd grad av autonomi och behöll sina inhemska härskare.

## Orontider av Commagene

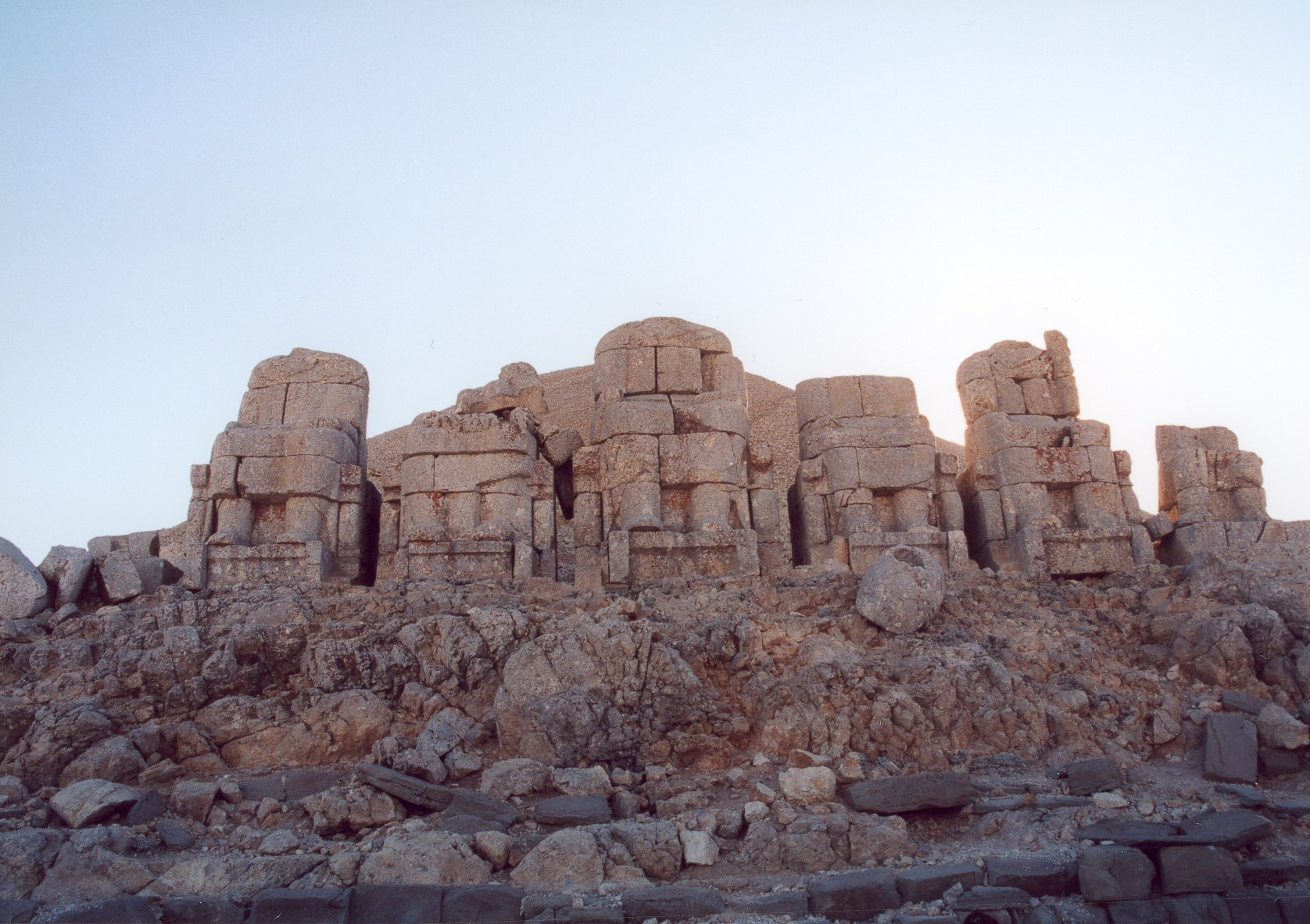
Skulpturer på östra terrassen av Nemrut Dağı

I Nemrut Dagi i Turkiet, mittemot skulpturerna över gudarna, finns en lång rad av fundament på vilka det tidigare stod stelen med grekiska förfäder till Antiochos I. I rät vinkel med denna rad fanns tidigare en annan rad stelen, vilka avbildade Antiochos orontidiska och akemenidiska förfäder. Av dessa stelen är de av Darius och Xerxes väl bevarade. Framför varje stele finns ett litet altare. På två av altarna har påträffats inskriptioner. Antiochos lade ned stor ansträngning på att säkerställa att alla blev medvetna om att han var släkt med Kungarnas kungars dynasti efter Darius I genom giftermål mellan prinsessan Rhodogune och hans förfader Orontes. Rhodogunes far var den persiske kungen Artaxerxes. Denne besegrade 401 före Kristus sin yngre bror, som försökt avsätta honom. Som tack för den hjälp som hans militärbefälhavare och satrap Orontes bistått med gav han sin dotter att gifta sig med honom.

## Orontidiska kungar enligt armenisk tradition
- Orontes I Sakavakyats (570–560 f.Kr.)
- Tigran Orontid (560–535 f.Kr.)
- Vahagn (530–515 f.Kr.)
- Hidarnes I (sena 500-talet f.Kr.)
- Hidarnes II (tidiga 400-talet f.Kr.)
- Hidarnes III (mitten av 400-talet f.Kr.)
- Ardashir (andra hälften av 400-talet f.Kr.)

## Kungar och satraper
- Orontes (401–344 f.Kr.)
- Darius Codomannus (344–336 f.Kr.)

- Orontes II (336–331 f.Kr.)
- Mithranes (331–323 f.Kr.)
- Perdikkas (ickedynastisk) (323 f.Kr.)
- Neoptolemus (ickedynastisk) (323–321 f.Kr.)
- Eumenes (ickedynastisk) (321 f.Kr.)
- Mihran (321–317 f.Kr.)
- Orontes III (317–260 f.Kr.)
- Sames av Sophene (Armenien och Sophene omkring 260 f.Kr., obekant tidigare period som satrap över Sophene)
- Arsames I (260–228 f.Kr.) (Armenien, Sophene och Commagene)
- Charaspes (tveksam)
- Arsames II (Sophene c. 230 f.Kr., möjligen samma person som Arsames I)
- Xerxes (228–212 f.Kr.) (Sophene och Commagene)
- Abdissares (212–200 f.Kr.) (Sophene och Commagene)
- Orontes IV (228–200 f.Kr.) (Armenien)
- Ptolemaeus (201 f.Kr.–163 f.Kr. (Commagene)
- Seleukidstyre (200–189 f.Kr.)
- Artaxiadstyre (189–163 f.Kr.)

## Orontidkungar av Commagene
- Ptolemaeus 163–130 f.Kr.
- Sames II Theosebes Dikaios 130–109 f.Kr.
- Mithridates I Callinicus 109–70 f.Kr.
- Antiochus I Theos 70–38 f.Kr.
- Mithridates II 38–20 f.Kr.
- Mithridates III 20–12 f.Kr.
- Antiochus III 12 f.Kr.–17 e.Kr.
- Styrt av Romerska riket 17–38 e.Kr.
- Antiochus IV 38–72 e.Kr. med gemål, Iotapa